# 布里甘特人
布里甘特人（Brigantes）是英國古代的一支凱爾特部族，在鐵器時代佔據了今北英格蘭的絕大部分地區，這片以今約克郡為中心的地區因此也被稱爲Brigantia。 希臘地理學家托勒密將愛爾蘭的一支部落也命名為布里甘特人，這些人則聚居于現在的韦克斯福德郡、基尔肯尼郡和沃特福德郡一帶。斯特拉博則提到阿爾卑斯地區温德利西亞人的一支叫“Brigantii”。

## 擴展閲讀
- Branigan, Keith. . University of Sheffield. 1980. ISBN 0-906090-04-0.
- Hartley, Brian. . Sutton. 1988. ISBN 0-86299-547-7.

## 外部連結
- Brigantes Nation （页面存档备份，存于）
- Brigantes at Roman-Britain.org
- Brigantes at Romans in Britain